# Ниццоло, Джакомо
Джакомо Ниццоло (итал. Giacomo Nizzolo; род. 30 января 1989 в Милане, Италия) — итальянский профессиональный шоссейный велогонщик, выступающий c 2019 года за команду Мирового тура «Qhubeka Assos». Чемпион Италии 2016 года в групповой гонке. Лучший спринтер Джиро д’Италии в 2015 и 2016 годах.
Джакомо взял свою первую крупную победу на этапе 5 Энеко Тура в августе 2012 года, когда фотофиниш доказал его победу над Юргеном Руландтсом.

## Достижения
2011
1-й — Этап 5 Тур Баварии
2-й ПроРейс Берлин
3-й Тур Кёльна
2012
1-й  Тур Валлонии
1-й  Молодёжная классификация
1-й — Этап 3
Энеко Тур
1-й  Молодёжная классификация
1-й — Этап 5
1-й — Этап 3 Тур Пуату-Шаранты
3-й Ваттенфаль Классик
7-й Гран-при Плуэ
2013
Тур Люксембурга
1-й  Очковая классификация
1-й — Этапы 2 и 3
1-й  Очковая классификация Волта Алгарви
2-й Гран-при Плуэ
2014
1-й — Этап 2 Тур Валлонии
1-й — Этап 3 Тур Сан-Луиса
2-й Ваттенфаль Классик
3-й Париж — Бурж
9-й Гран-при Плуэ
2015
1-й  Очковая классификация Джиро д’Италия
1-й Гран-при Нобили Рубинеттьери
3-й Ваттенфаль Классик
3-й Тре Валли Варезине
3-й Париж — Бурж
2016
1-й  Чемпионат Италии в групповой гонке
1-й  Очковая классификация Джиро д’Италия
1-й Джиро дель Пьемонте
1-й Гран-при Аргау
1-й Кубок Бернокки
1-й — Этап 1 Тур Абу-Даби
Тур Хорватии
1-й  Очковая классификация
1-й — Этапы 1 и 3
2-й Тур Дубая
3-й Классика Гамбурга
5-й Чемпионат мира в групповой гонке
6-й Дварс дор Фландерен
8-й Гран-при Плуэ
2018
1-й — Этап 7 Вуэльта Сан-Хуана
3-й Лондон — Суррей Классик
6-й Классика Гамбурга
2019
1-й — Этап 6 Тур Омана
9-й Три дня Брюгге — Де-Панне

## Статистика выступлений

### Гранд-туры
| Гонка           | 2012 | 2013 | 2014 | 2015 | 2016 | 2017 | 2018 | 2019 |
| --------------- | ---- | ---- | ---- | ---- | ---- | ---- | ---- | ---- |
| Джиро д'Италия  | 130  | 130  | 141  | 137  | 110  | НФ   | —    |      |
| Тур де Франс    | —    | —    | —    | —    | —    | —    | —    |      |
| Вуэльта Испании | —    | —    | —    | —    | —    | —    | 140  |      |

| —  | Не участвовал  |
| НФ | Не финишировал |